# الأمريكيون الآخرون (رواية)
الأمريكيون الآخرون ( بالإنجليزية The Other Americans) هي رواية في أدب الغموض من تأليف الروائية المغربية الأمريكية ليلى العلمي، نشرت الرواية سنة 2019 من طرف دار النشر "كتب البانثيو".

## الملخص والحبكة
تتناول الرواية مواضيع الهوية والانتماء والعنصرية ضد المهاجرين، من خلال الحديث عن الوفاة المشبوهة للمهاجر المغربي إدريس الكراوي، في حادث صدم وفرار في بلدة صغيرة في كاليفورنيا، بعد ذلك تتطور الأحداث التي سردت على لسان تسع شخصيات مختلفة مرتبطة بالضحية.

## النقد
لاقت الرواية استحسان النقاد. في عام 2019، وصلت رواية الأمريكيون الآخرون إلى المرحلة النهائية لجائزة الكتاب الوطني للرواية، التي تمنح اعترافا بالأعمال الأدبية المتميزة للمواطنين الأمريكيين، كما تأهلت إلى نهائي جائزة كيركوس. فازت بجائزة جويس كارول أوتس،  وفي عام 2020 فازت بجائزة الكتاب العربي الأمريكي للرواية. وصلت الرواية أيضًا إلى القائمة الطويلة لجائزة "كلمات أسبن" الأدبية.